# Významný krajinný prvek v Česku
Významný krajinný prvek v Česku (VKP) je ekologicky, geomorfologicky nebo esteticky hodnotná část krajiny, která utváří její typický vzhled nebo přispívá k udržení její stability. Významnými krajinnými prvky jsou ze zákona (ex lege) všechny lesy, rašeliniště, vodní toky, rybníky, jezera a údolní nivy. Dále jsou jimi jiné části krajiny, které jako významný krajinný prvek zaregistruje pověřený obecní úřad (jakožto místně příslušný orgán ochrany přírody), zejména mokřady, stepní trávníky, remízky, meze, trvalé travní plochy, naleziště nerostů a zkamenělin, umělé i přirozené skalní útvary, výchozy a odkryvy. Mohou to být i cenné plochy porostů, sídelních útvarů včetně historických zahrad a parků. Nejde však nikdy o jinak chráněnou část přírody, jako jsou například zvláště chráněná území nebo památné stromy, i když strom, který není památným stromem, takto chráněn být může.
Registrace VKP se provádí zápisem do seznamu, zápis obsahuje soupis katastrálních území a výčet dotčených parcel s uvedením jejich vlastníků a nájemců, stručnou charakteristiku, doklad o oznámení, popřípadě o výsledku zrušení a zákres v mapách přiměřeného měřítka. Podnět k registraci VKP může podat kdokoliv.
Ochranu VKP stanoví v České republice primárně zákon č. 114/1992 Sb., o ochraně přírody a krajiny (zejména ustanovení § 4 odst. 2, § 6 a § 88). Jde o nástroj tzv. obecné ochrany přírody. Zasáhne-li do významného krajinného prvku škodlivě a bez souhlasu orgánu ochrany přírody podnikatel (např. umístěním stavby, změnou kultury či odvodněním pozemku, příp. jinou pozemkovou úpravou, úpravou vodního toku či nádrže nebo těžbou nerostů) může mu být za takový přestupek uložena pokuta až do výše 1 000 000 Kč, jestliže by jej ale závažně poškodil nebo dokonce zničil, až do výše 2 000 000 Kč. Závažné poškození či dokonce zničení je navíc zároveň trestným činem Poškození chráněných částí přírody (§ 301 trestního zákoníku), za který hrozí trest odnětí svobody až na tři léta, zákaz činnosti nebo propadnutí věci nebo jiné majetkové hodnoty.